# خیلداردو گومس
خیلداردو گومس (اسپانیایی: Gildardo Gómez‎؛ زادهٔ ۱۳ اکتبر ۱۹۶۳) بازیکن فوتبال اهل کلمبیا بود.
از باشگاه‌هایی که در آن بازی کرده‌است می‌توان به باشگاه فوتبال اتلتیکو ناسیونال اشاره کرد.
وی همچنین در تیم ملی فوتبال کلمبیا بازی کرده‌است.